# Борки (Щучанський район)
Бо́рки (рос. Борки) — присілок у складі Щучанського району Курганської області, Росія. Входить до складу Нифанської сільської ради.
Населення — 14 осіб (2010, 7 у 2002).
Національний склад станом на 2002 рік: росіяни — 100 %.